# Députés de la 4e législature du Bénin

Cet article dresse la liste des quatre-vingt-trois députés béninois par ordre alphabétique et par partis politiques élus au suffrage universel direct au scrutin de liste à la représentation proportionnelle pour un mandat de quatre ans siégeant à l'Assemblée nationale. Cette quatrième législature dure d'avril 2003 à avril 2007 avec pour président Antoine Idji Kolawolé. Les députés sont rééligibles et représentent la Nation tout entière.

## Méthodologie
Pour chaque député, la liste précise sa circonscription d'élection, sa date de naissance, sa profession, son suppléant, le parti politique auquel il appartient ainsi que le groupe auquel il appartient. Sauf indication contraire, les députés et suppléants siégeant sont élus lors des élections législatives béninoises de 1999.
Un député est qualifié de « dissident », lorsqu'il siège dans un groupe parlementaire autre que celui-ci dans lequel la majorité des membres de son parti est affiliée. Cet état de dissidence n'empêche pas le député de continuer d'être officiellement membre de son parti d'origine.
Lors de la nomination au gouvernement ou du décès d'un député ou toute autre cause d'une invalidation, son suppléant devient député (un mois après en cas d'acceptation d'une fonction gouvernementale). En outre, à l'issue d'un délai d'un mois conformément à la Constitution du 11 décembre 2003, les ministres élus quittant le gouvernement ne peuvent plus retrouver leur siège, sans passer par une autre élection législative en dehors du mandat en cours.

## Bureau
Le bureau de l'Assemblée nationale est composé comme suit :
| Président          | Antoine Idji Kolawolé  |
| 1er vice-président | Léon Bio Bigou         |
| 2e vice-président  | Eustache Akpovi        |
| 1er questeur       | Patrice Gangnito       |
| 2e questeur        | Jean-Claude Hounkponou |
| 1er secrétaire     | Codjo Achodé           |
| 2e secrétaire      | André Dassoundo        |

## Partis politiques représentés
Les partis politiques ou alliances de partis représentés au cours cette quatrième législature

## Liste des députés
| Portrait | Député                        | Circonscription | Date de naissance | Profession | Suppléant                       | Parti                   | Groupe |
| -------- | ----------------------------- | --------------- | ----------------- | ---------- | ------------------------------- | ----------------------- | ------ |
|          | ABOUDOU Assouman              |                 |                   |            | OROU MOUSSE Bio Yo              | Alliance étoile         |        |
|          | Djibril Mama Débourou         |                 |                   |            | YAROU Tanga Bio                 | Alliance étoile         |        |
|          | Sacca Lafia                   |                 |                   |            | ABOUDOU Taïrou                  | Alliance étoile         |        |
|          | Codjo Achodé                  |                 |                   |            | OGBONI David                    | Alliance MDC-PS-CPP     |        |
|          | LAME Boniface                 |                 |                   |            | IBOURAIMA Rafiou                | Alliance MDC-PS-CPP     |        |
|          | AGBO Akpaki                   |                 |                   |            | TCHEGNON y. Nicolas             | UBF (31 élus)           |        |
|          | AGBODJETE H. Justin           |                 |                   |            | HOUNKPOTIN Zinsou               | UBF (31 élus)           |        |
|          | AKINDES S. Aimard             |                 |                   |            | MESSAN Kenam                    | UBF (31 élus)           |        |
|          | AKOBI Issifou Ahamed          |                 |                   |            | YOLOU Zachari                   | UBF (31 élus)           |        |
|          | Eustache Akpovi               |                 |                   |            | AGBETE Francis                  | UBF (31 élus)           |        |
|          | AMOUDA Issifou Razaki         |                 |                   |            | MERE Émile                      | UBF (31 élus)           |        |
|          | Francis Amoussou              |                 |                   |            | HOUSSOU Comlan Nestor           | UBF (31 élus)           |        |
|          | Bruno Amoussou                |                 |                   |            | FASSINOU S. Jérôme              | UBF (31 élus)           |        |
|          | ATCHADE Madeleine             |                 |                   |            | TOSSOU LEGBA C. Dossa           | UBF (31 élus)           |        |
|          | Léon Bio Bigou                |                 |                   |            | BASSOSSA Baguima                | UBF (31 élus)           |        |
|          | CHABI SIKA Karimou            |                 |                   |            | SEIDOU Zacharie                 | UBF (31 élus)           |        |
|          | André Dassoundo               |                 |                   |            | AGBOGNIHOUE D. D. Fidèle        | UBF (31 élus)           |        |
|          | DAVO Lani Bernard             |                 |                   |            | MONGUEDE Apollinaire            | UBF (31 élus)           |        |
|          | EDAYE K. Jean-Baptiste        |                 |                   |            | MONHOUSSOU Moussou              | UBF (31 élus)           |        |
|          | Patrice Gangnito              |                 |                   |            | AGBELESSESSI Alexis C.          | UBF (31 élus)           |        |
|          | GBADAMASSI Rachidi            |                 |                   |            | YOUSSAO Aboudou Saliou          | UBF (31 élus)           |        |
|          | GOLOU D. Emmanuel             |                 |                   |            | DINDIN Adolphe                  | UBF (31 élus)           |        |
|          | HOUENOU Delphin               |                 |                   |            | EZROU Florent                   | UBF (31 élus)           |        |
|          | ISSA Salifou                  |                 |                   |            | BANI Samari                     | UBF (31 élus)           |        |
|          | KAMAROU Fassassi              |                 |                   |            | CAKPO Robert                    | UBF (31 élus)           |        |
|          | KEREKOU Modeste               |                 |                   |            | GBANGOU Mohamed                 | UBF (31 élus)           |        |
|          | KOHOUE A. Corentin            |                 |                   |            | HOUINOU Clément                 | UBF (31 élus)           |        |
|          | LAFIA Monwoo Adamou           |                 |                   |            | SEIBOU Baguidi                  | UBF (31 élus)           |        |
|          | MONTCHO Théophile             |                 |                   |            | SOGNIGBE Nounagnon              | UBF (31 élus)           |        |
|          | OROU-SEGO Orou-Gabé           |                 |                   |            | SEKO N’GOYE B. G. Rémy          | UBF (31 élus)           |        |
|          | SACCA KINA Guézéré Désiré     |                 |                   |            | BABA MOUSSA Ramatou             | UBF (31 élus)           |        |
|          | SALIHOU Mifoutaou             |                 |                   |            | LAFIA Moussa                    | UBF (31 élus)           |        |
|          | SOULE Adam B. dit Abou        |                 |                   |            | KORA Gounou                     | UBF (31 élus)           |        |
|          | TAKPARA Daouda                |                 |                   |            | ADJARO Boukari J.               | UBF (31 élus)           |        |
|          | Daniel Tawéma                 |                 |                   |            | Barthélémy Dahoga Kassa         | UBF (31 élus)           |        |
|          | TOSSOU Isidore K.             |                 |                   |            | DANGNINVO Pierre Urbain         | UBF (31 élus)           |        |
|          | AHLONSOU Amoudatou            |                 |                   |            | HAZOUME H. Sergio L.            | PRD (11 élus)           |        |
|          | CHESSI Bouraïma               |                 |                   |            | SAGBOHAN Lavenir                | PRD (11 élus)           |        |
|          | HONKPEHEDJI G. Antoine        |                 |                   |            | KOUGBLENOU Alphonse             | PRD (11 élus)           |        |
|          | Adrien Houngbédji             |                 |                   |            | GBADAMASSI Moudachirou          | PRD (11 élus)           |        |
|          | HOUNKANRIN G. Joseph          |                 |                   |            | ADANTINNON Joachim              | PRD (11 élus)           |        |
|          | KOUKOUI André                 |                 |                   |            | GBEDIGA F. Timonthée            | PRD (11 élus)           |        |
|          | MINAKODE Loukman              |                 |                   |            | DJEBOU Sokénou B.               | PRD (11 élus)           |        |
|          | MISSIKPODE O. Michel          |                 |                   |            | METONHECHAN Éli                 | PRD (11 élus)           |        |
|          | TIDJANI Falilou               |                 |                   |            | LATOUNDJI Latifou               | PRD (11 élus)           |        |
|          | TIDJANI SERPOS Ismaël         |                 |                   |            | HOUNDEDANA C. Guillaume         | PRD (11 élus)           |        |
|          | ZANNOU A. Timothée            |                 |                   |            | VOGLOZIN Emmanuel               | PRD (11 élus)           |        |
|          | HOUDE Aditi Valentin          |                 |                   |            | AGOSSOU Désiré                  | A.F.P (1 élu)           |        |
|          | ALAZA Lamatou                 |                 |                   |            | EDJALOWE B. Comlan              | MADEP (9 élus)          |        |
|          | BAPARAPE Aboubacar            |                 |                   |            | BATAMOUSSI H. Michel            | MADEP (9 élus)          |        |
|          | Antoine Idji Kolawolé         |                 |                   |            | AGBOKPONGBE A. Pascal           | MADEP (9 élus)          |        |
|          | KARIMOU A. Rafiatou           |                 |                   |            | BABA A. A. Théophile            | MADEP (9 élus)          |        |
|          | KOUSSONDA A. Moukaram         |                 |                   |            | EHOUMI O. Siméon                | MADEP (9 élus)          |        |
|          | OMICHESSAN Mounirou           |                 |                   |            | KPOSSA D. Richard               | MADEP (9 élus)          |        |
|          | ROBERT N’TCHA Médard          |                 |                   |            | M’BETTI Tiamou B.               | MADEP (9 élus)          |        |
|          | SEIBOU Assan                  |                 |                   |            | ALASSANE Awawou                 | MADEP (9 élus)          |        |
|          | VLAVONOU G. Louis             |                 |                   |            | AHOUANSOU Mathieu               | MADEP (9 élus)          |        |
|          | FIKARA Sacca                  |                 |                   |            | AGON G. Mathias                 | DS ALO DE ALOME (1 élu) |        |
|          | BIOBOU Bassi Gansè            |                 |                   |            | OROU YAROU Bio Bagou            | MFORCE CLE (5 élus)     |        |
|          | DAYORI Antoine                |                 |                   |            | SAHGUI Datchossa Sarê           | MFORCE CLE (5 élus)     |        |
|          | HOUNDETE E. Louis C.          |                 |                   |            | ACLEHINTO Michel                | MFORCE CLE (5 élus)     |        |
|          | SEHOUETO Lazare M.            |                 |                   |            | NOUAGOVI Claude                 | MFORCE CLE (5 élus)     |        |
|          | YEHOUETOME Boniface           |                 |                   |            | ADJAHATODE Sébastien S.         | MFORCE CLE (5 élus)     |        |
|          | GODOVO Koffi Faustin          |                 |                   |            | AÏWANOU Thomas A.               | LNA (2 élus)            |        |
|          | Jean-Claude Hounkponou        |                 |                   |            | AHOUGBENON épouse HOUNKPE DOGBO | LNA (2 élus)            |        |
|          | Théophile Nata                |                 |                   |            | KOURA Ambroise                  | IPD (2 élus)            |        |
|          | SARRE Koto Imorou             |                 |                   |            | SOUMANOU Guinnin                | IPD (2 élus)            |        |
|          | HOUNGNINOU O. Dominique       |                 |                   |            | DETONGNON Jean                  | RPD (1 élu)             |        |
|          | AHOUANDOGBO C. Raphaël        |                 |                   |            | HESSOU Henri                    | RB (15 élus)            |        |
|          | AZANNAÏ Candide A. M.         |                 |                   |            | BABADJIDE Bernard               | RB (15 élus)            |        |
|          | BADA Georges                  |                 |                   |            | HESSOU Henri                    | RB (15 élus)            |        |
|          | GNANVO Jules                  |                 |                   |            | ADJADO Robert                   | RB (15 élus)            |        |
|          | KAKPO Justine Épouse CHODATON |                 |                   |            | AMADJI Lucien                   | RB (15 élus)            |        |
|          | MONGBE R. Valéry              |                 |                   |            | AYOSSOU Nestor                  | RB (15 élus)            |        |
|          | NAHUM S. Eléazar              |                 |                   |            | ADEOSSI Théodore                | RB (15 élus)            |        |
|          | NOUWAKPO H. François          |                 |                   |            | FANDOHA A. Julien               | RB (15 élus)            |        |
|          | QUENUM Epiphane K.            |                 |                   |            | SACRAMETO Firmin G.             | RB (15 élus)            |        |
|          | SIAGBE M. Tossè Patrice       |                 |                   |            | SAMEY Edith                     | RB (15 élus)            |        |
|          | Ganiou Soglo                  |                 |                   |            | MOGO Blaise                     | RB (15 élus)            |        |
|          | SOMASSE Valentin              |                 |                   |            | KOUSSOUHO Yves                  | RB (15 élus)            |        |
|          | TESSI Cuthbert                |                 |                   |            | GONOU A. Christophe             | RB (15 élus)            |        |
|          | Rosine Vieyra Soglo           |                 |                   |            | DOSSA A. Dénis                  | RB (15 élus)            |        |
|          | ZINZINDOHOUE D. Abraham       |                 |                   |            | AHOUIGNAN Firmin                | RB (15 élus)            |        |